# 第一次日韩协约
《第一次日韩协约》，又称《第一次韩日协约》、《日韩新协约》，是1904年8月22日朝鲜王朝（时称大韩帝国）和日本於漢城签订的不平等条约。條約主要內容為韩国僱用由日本政府推薦的财政顾问目賀田種太郎和外交顾问須知芬及与外国缔结条约前要与日本协商等等。韩国代表為外部大臣尹致昊，日方代表為駐韓公使林權助。

## 内容
规定韩国雇用日本财政和外交顾问、与外国缔结条约前要与日本协商等。